# Дворац Пубол
Дворац Пубол (или Гала Дали дворац; енг. Castle of Púbol или Gala Dalí Castle; кат. Castell de Púbol или Castell Gala Dalí) је био дом надреалистичког сликар Салвадора Далија и његове супруге Гале (али не истовремено). Гала је сахрањена у дворцу.
Салвадор је 1968. године купио дворац Гали и она је ту проводила сва лета од 1971. до 1980. Он је такође пристао да не долази у посету без претходне најаве и дозволе.
Након Галине смрти 1982. године, Салвадор се преселио у дворац. Две године касније је избио пожар у спаваћој соби, који је настао под нејасним околностима. Пожар је можда изазвао Дали како би извршио самоубиство или немар запослених. 
Дворац је од 1996. године отворен за јавност као Гала-Дали Замак Кућни Музеј.